# 久万スキーランド
久万スキーランド（くまスキーランド）は、愛媛県上浮穴郡久万高原町にある、株式会社久万高原開発が運営するスキー場である。アイスクラッシュシステムという人工降雪機を備えている。例年、12月上旬頃にオープンする。滑走は3月末頃まで可能。シーズン中は毎日22時までナイター営業も行っている。
2011年から毎年4月に日本スキー発祥100周年として「久万スキーランド植樹祭」を行っており、毎年4月中旬から10月中旬まで「高原のドッグラン&バーベキュー」を行っている。2018年頃にドッグラン事業は終了。
なお、かつての運営会社であった「久万総合開発株式会社」は2015年に松山地方裁判所から特別清算の開始決定を受けた。
2021年4月からは、スキー場のゲレンデを活用して「久万高原キャンプ場」という名称でキャンプ場事業を開始した。4月から10月までの期間営業。

## コース
| コース名                       | 難易度               |
| ------------------------------ | -------------------- |
| 三坂コース                     | 中級                 |
| 皿ヶ峰コース                   | 中級                 |
| ウィングコース                 | 初級・中級           |
| ボードパーク（三坂コース）     | 中級・上級           |
| ポールバーン(皿ヶ峰コース）    | 中級・上級           |
| モーグルバーン（皿ヶ峰コース） | 上級                 |
| 初心者ゲレンデ                 | 初心・初級           |
| ちびっ子ゲレンデ               | ソリコース・雪遊び場 |

## リフト
- 久万第1トリプルリフト
- 久万第2トリプルリフト

## アクセス
- 車 松山ICから国道33号線を高知方面へ約40分。